# ラグビーパス
ラグビーパス（Rugby Pass）は、アイルランドダブリンに本社を置く、ラグビー専門のオンラインニュースサイト及び運営会社である。

## 概要
2016年、開設。
グループ会社としてラグビーパス以外にもRugby365、RugbyDump、RugbyOnslaught、The Rugby Networkというラグビーニュースサイトも運営している。
2022年、ワールドラグビーが買収。